# Annonaria
L'Annonaria fu un'eparchia ("provincia" in greco) dell'Impero romano d'Oriente nell'Italia nord-orientale, centrata su Ravenna e comprendente i residui possedimenti romani della Venezia, della Flaminia (ex Ager Gallicus), del Picenum e parte dell'attuale Lombardia.

## Storia
L'unica testimonianza dell'esistenza di questa eparchia è la Descriptio orbis romani di Giorgio Ciprio, opera geografica redatta all'inizio del VII secolo, che suddivideva in cinque province o eparchie l'Italia bizantina. Alcuni studiosi, ritenendo attendibile la Descriptio orbis romani, hanno supposto che la suddivisione dell'Italia in cinque eparchie sarebbe stata il frutto di una presunta riforma amministrativa dell'Italia attuata intorno al 580 dall'Imperatore Tiberio II. Tale riorganizzazione amministrativa, secondo Bernard Bavant, sarebbe stata attuata al fine di riorganizzare l'amministrazione e le difese dei residui territori bizantini nella speranza di renderli in grado di resistere agli assalti dei Longobardi, avendo ormai rinunciato a ogni velleità di scacciarli dalla penisola dopo il fallimento dei precedenti tentativi; tale riorganizzazione avrebbe anticipato la creazione dell'Esarcato d'Italia, che fu realizzata alcuni anni dopo.
Altri studiosi (come il Cosentino), invece, hanno messo in dubbio l'esistenza di questa presunta riforma amministrativa, considerando inattendibile la sezione relativa all'Italia dell'opera di Giorgio Ciprio sulla base del fatto che quest'ultimo, essendo molto probabilmente armeno, era verosimilmente poco informato sull'Italia e potrebbe aver tratto o dedotto la suddivisione dell'Italia in cinque eparchie da fonti disorganiche non direttamente riconducibili alla cancelleria imperiale; d'altronde, la presunta suddivisione dell'Italia in cinque eparchie, a dire del Cosentino, risulterebbe contraddire testimonianze coeve italiche, come l'epistolario di papa Gregorio I e le epigrafi.
Si ritiene che l'eparchia comprendesse i residui possedimenti bizantini in Flaminia (da Ravenna fino ad Ancona), Alpi Appennine, Emilia orientale e nella Venetia et Histria.
Probabilmente, Annonaria riprendeva una denominazione precedente: con il nome di Italia Annonaria l'imperatore Teodosio I, infatti, aveva creato la diocesi comprendente gran parte dell'Italia settentrionale e dipendente dalla Prefettura d'Italia. All'epoca la provincia aveva la funzione di assicurare l'approvvigionamento alimentare, o - appunto - annona, alle capitali di Milano e Ravenna.
La funzione annonaria fu successivamente ripresa anche sotto il dominio del re ostrogoto Teodorico.
L'eparchia, ammesso che sia realmente esistita, ebbe breve vita: qualche anno dopo l'imperatore Maurizio (582-602) la fece confluire nell'Esarcato d'Italia, con capitale Ravenna.